# Río Jiquiabo
El río Jiquiabo es un curso de agua de la isla de Cuba, afluente del Sagua La Grande. Discurre por la provincia de Villa Clara.

## Toponimia
El río puede aparecer referido con las grafías «Jiquiabo» y «Giquiabo».

## Descripción
El río, que discurre por la provincia cubana de Villa Clara, baña lugares como San Pedro de Jiquiabo y acaba desaguando por la izquierda en el Sagua La Grande. Aparece descrito en el segundo tomo del Diccionario geográfico, estadístico, histórico, de la isla de Cuba de Jacobo de la Pezuela con las siguientes palabras:

Giquiabo ó Jiquiabo. (rio de) Afluente izquierda del Sagua, que nace cera del pueblo de Alvarez. Corre casi siempre hacia el E., pasando por el caserío de San Pedro de Giquiabo, por tierras de las haciendas del Ciego Biamones, de San Valentin, de Portugal y Malpais; y separando las lomas de la Jumagna, vacía en el río de Sagua la Grande hácia el paso de las Jumagnas. En su carrera separa al part.º de Alvarez del de Quemado de los Güines. Recoge por su derecha el arroyo de la Cruz, que procede de Alvarez, al de Carahatas que recoge los desagües de las lagunas del Pozo de la Bermuda, Cárlos Guaniyal y Quiñones. Por la izquierda además del Manacas y Gicoteas (que pasa por el Quemado de los Güines) recoge al Zacatecas, que nace en el part.º de Rancho Veoz; baña á la hacienda de su nombre y recibe al arroyo de Regla y otros del part.º del Quemado de Güines. J. de Sagua la Grande.
(Pezuela, 1863, p. 416)